# NGC 7127
NGC 7127 (другое обозначение — OCL 219) — рассеянное скопление в созвездии Лебедь.
Этот объект входит в число перечисленных в оригинальной редакции «Нового общего каталога».